# 沙田體育會
沙田體育會（英語：Sha Tin Sports Association Limited，簡稱 沙體、STSA）成立於1982年，是香港新界沙田區唯一認可的地區體育會，組織一個以沙田地區為主的體育發展組織，及與新界其他八區 （页面存档备份，存于）於1984年組成新界區體育總會。

### 機構顏色
紅色 配      白色

或

      啡色 配       淡黃色

## 組織架構

### 領袖
沙田體育會自成立以來，會長一職均由一直由時任沙田民政事務專員（前稱：沙田政務專員）擔任，或邀請區內賢達委任。現任會長韋國洪 SBS JP，現任沙田民政事務專員柯家樂女士 JP擔任名譽會長，執行委員會主席為李圖明先生。
| 歷屆會長 - 夏思義 博士 - 曾蔭權 GBM KBE - 林煥光 GBS JP - 關永華 - 翁築雄 - 布朗寧 - 黃美蓮 | 永遠榮譽會長 - 李光 BBS BH CStJ 永遠名譽會長 - 韋國洪 SBS JP - 蔡根培 BBS JP | 名譽會長 - 柯家樂 JP - 王寶明 JP - 簡松年 SBS BBS JP - 何秀武 MH - 陳金釗 - 陳國添 BBS MH - 蔡志明 博士 GBS JP - 王庭聰 BBS JP | - 梁志偉 - 何厚祥 SBS BBS MH - 李茂銘 博士 OStJ - 蔡尚圻 博士 - 陳欽隆 - 周琳 - 樓莊巍 - 陳國基 |

### 董事會
| 會長 - 韋國洪 SBS JP 副會長 - 李 光 BBS BH CStJ - 蔡根培 BBS JP - 陳盧燕冰 MH - 莫錦貴 BBS - 李有全 BBS SBStJ | 主席 - 李圖明 副主席 - 陳漢英 - 陳國添 BBS MH - 張子賢 - 李慧嫺 - 李志麒 MH - 許艷玲 | 董事 - 程張迎 MH - 胡偉科 - 劉根雄 - 林德泉 - 殷銳雄 - 譚澤森 - 陳庭安 - 陳金釗 - 張兆斌 - 鍾日榮 - 麥炳輝 | - 鄭俊偉 - 張程滔 - 李文敬 - 陳士彬 - 李有成 - 何秀武 MH 特邀董事 - 張萬強 | 公司秘書 - 許艷玲 核數師 - 何國華 會計師 法律顧問 - 趙國榮 律師 |

### 執行委員會
執行委員會主要由會長、主席、副主席、各屬會的推行主任及各身兼現任沙田區議會議員的董事所組成。
2019-21年度執行委員會成員名單
資料來源：沙田體育會官網職銜架構

## 屬會

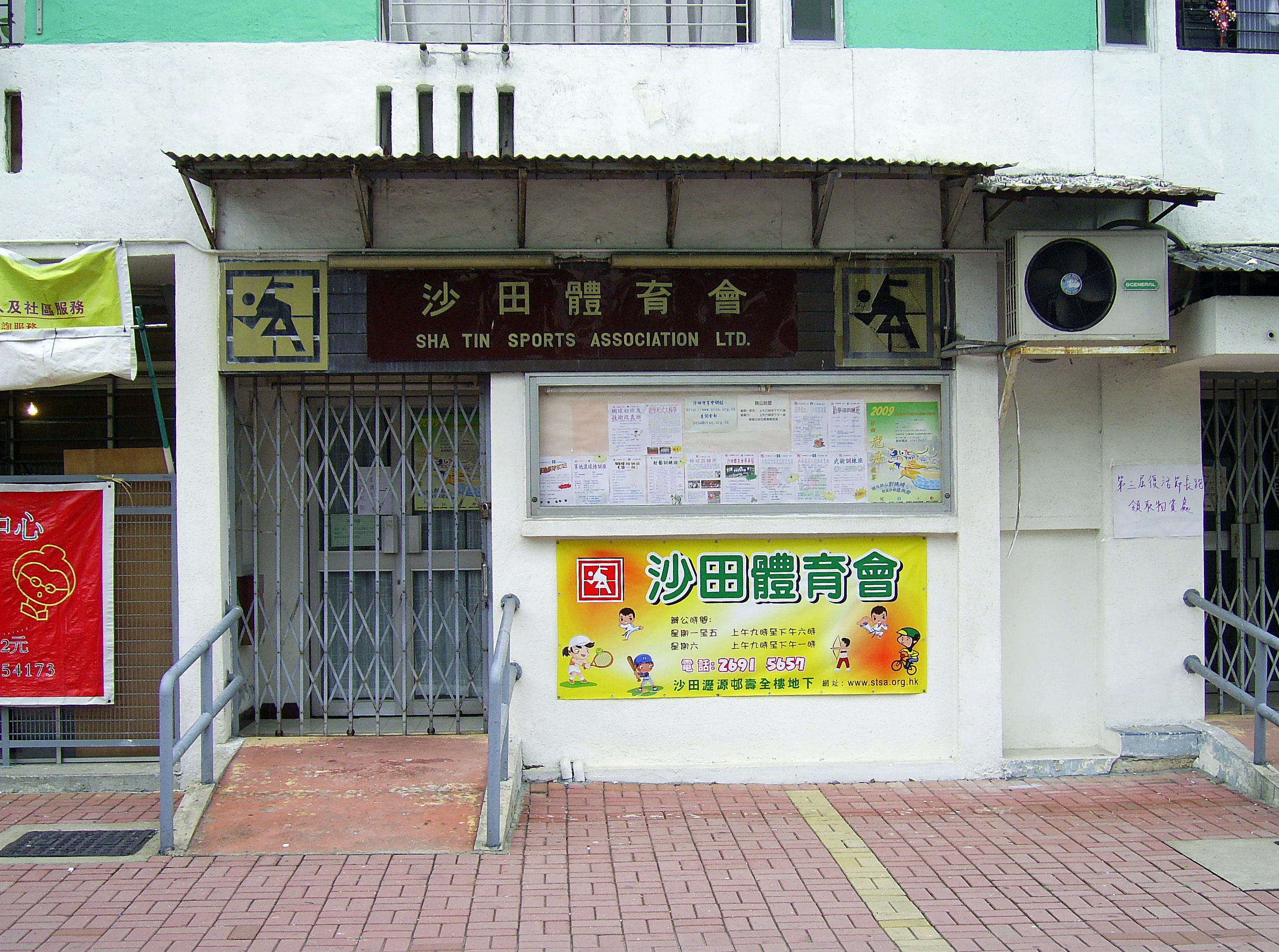
位於瀝源邨壽全樓地下的會址

沙田體育會已發展到擁有17個屬會，負責推廣區內的體育運動：
1. 射藝會：現時以位於馬鞍山錦英苑對上沙體會管理的射箭場為訓練基地。為香港射箭總會成員屬會。
2. 田徑會：每年主打的新春長跑(5公里、10公里、半馬)為沙田區內其中一件大型體育活動，2020年吸引超過1,200名選手參與。為香港業餘田徑總會贊助屬會會員。
3. 羽毛球會
4. 棒球會：於[1982年]由時任沙田政務專員曾蔭權支持，成立香港首支華人少棒隊「沙燕隊」，發展至今已成立5支球隊，包括、「勇士隊」、「田龍隊」、「沙燕隊」、「少獅隊」及「飛虎隊」，並多次參與「香港少棒聯盟」及「香港棒球總會」舉辦的各組別比賽，並曾多次奪得聯賽冠軍。
5. 籃球會
6. 單車會：由前港隊成員洪松蔭擔任領隊，定期於大水坑的沙體會單車公園為訓練基地。為中國香港單車總會屬會會員，並參加由其舉辦之賽事。
7. 社交舞會
8. 龍舟會：主力訓練及發展沙田區內的龍舟運動。至今，本會已於石門的水上活動中心 （页面存档备份，存于）添置不少龍舟器材，讓區內居民及團體租賃訓練，一同在城門河上鼓槳齊翻飛。
9. 足球會：由立法會兼沙田區議會議員林大輝擔任榮譽領隊。 「沙田體育會」現時擁有男子足球隊及女子足球隊，男子隊更躋身於香港超級聯賽甲組之列。
10. 草地滾球會：為香港草地滾球總會註冊會員，亦派隊參與公開賽事及聯賽。
11. 欖球組
12. 游泳會： 為香港業餘游泳總會屬會之一，積極推動沙田區的游泳運動。在各教練努力下，學員締造了多項本區及區際游泳比賽紀錄。
13. 跆拳道會
14. 網球會：設有初班、技術改良及培訓班。
15. 乒乓球會：為香港乒乓總會屬會之一，推出之訓練班，由專業教練執教，透過有系統及循序漸進的訓練課程，提高學員對乒乓球運動的興趣，知識及技術水平。
16. 排球組
17. 武術會：於2000年7月成立，在區內推廣武術運動，舉辦長期訓練班，由世界武術錦標賽冠軍張萬強總教練主理，課程內容包括7種基本腳法、5種步型及基本少林拳術，每年主辦「沙田武術公開賽」。

## 設施
經過多年發展，沙體已營運多個康體設施予區內以至全港市民享用：

### 沙田體育會大水坑單車公園
單車公園由1980年代成立至今一直由沙田體育會管理，原本位於沙田大圍田心谷，隨著建立馬鐵大圍車廠及城市規劃發展，「大圍單車公園」於2001年2月關閉，香港政府以收取象徵式租金的短期租約形式在馬鞍山大水坑撥地予沙田體育會興建新的「大水坑單車公園」。 2016年，公園用地因需用作興建居屋錦駿苑，而再次搬遷到錦泰苑旁之第73區前海關車輛扣留中心的部分用地。

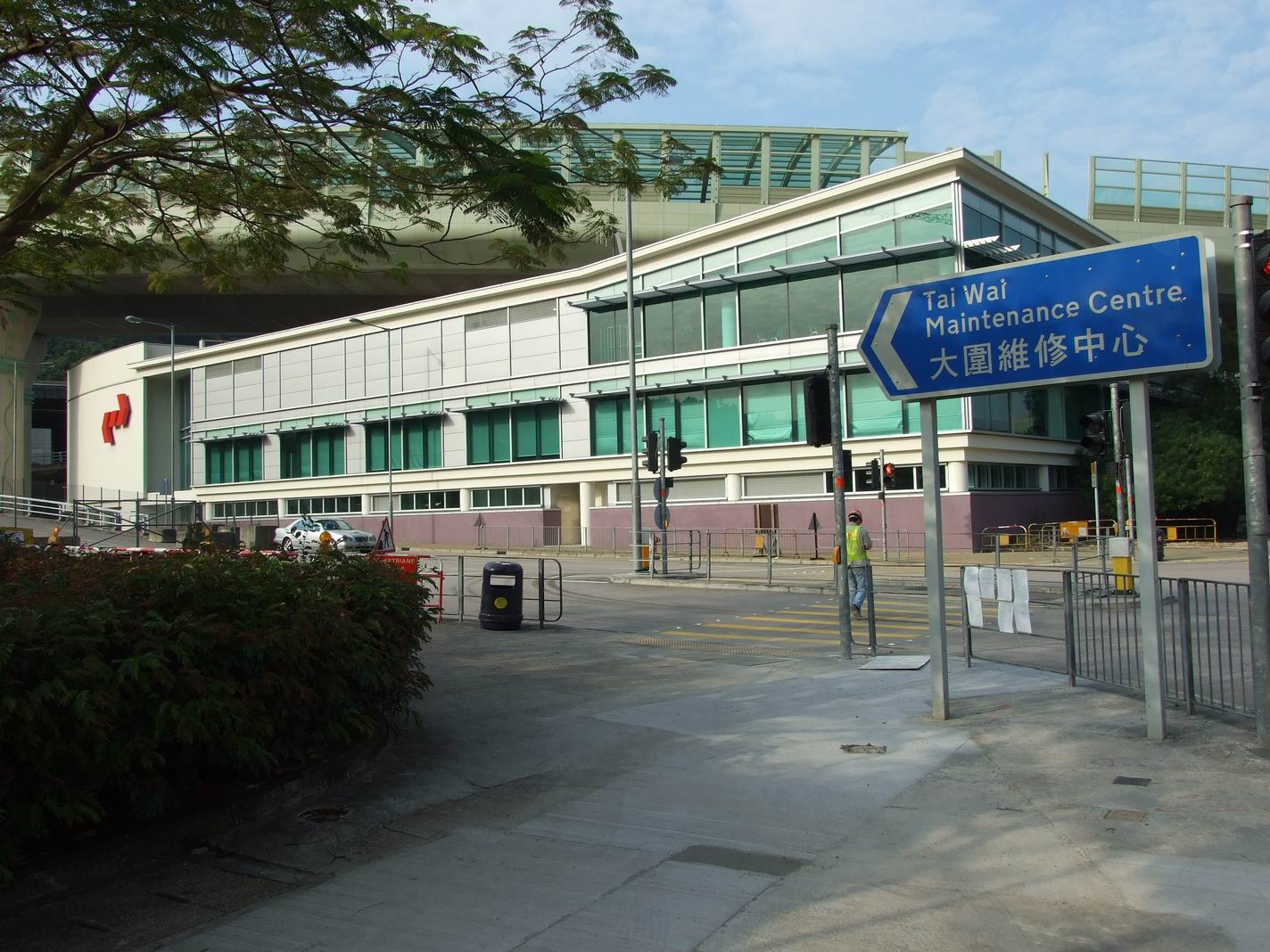
馬鐵大圍車廠是大圍單車公園舊址
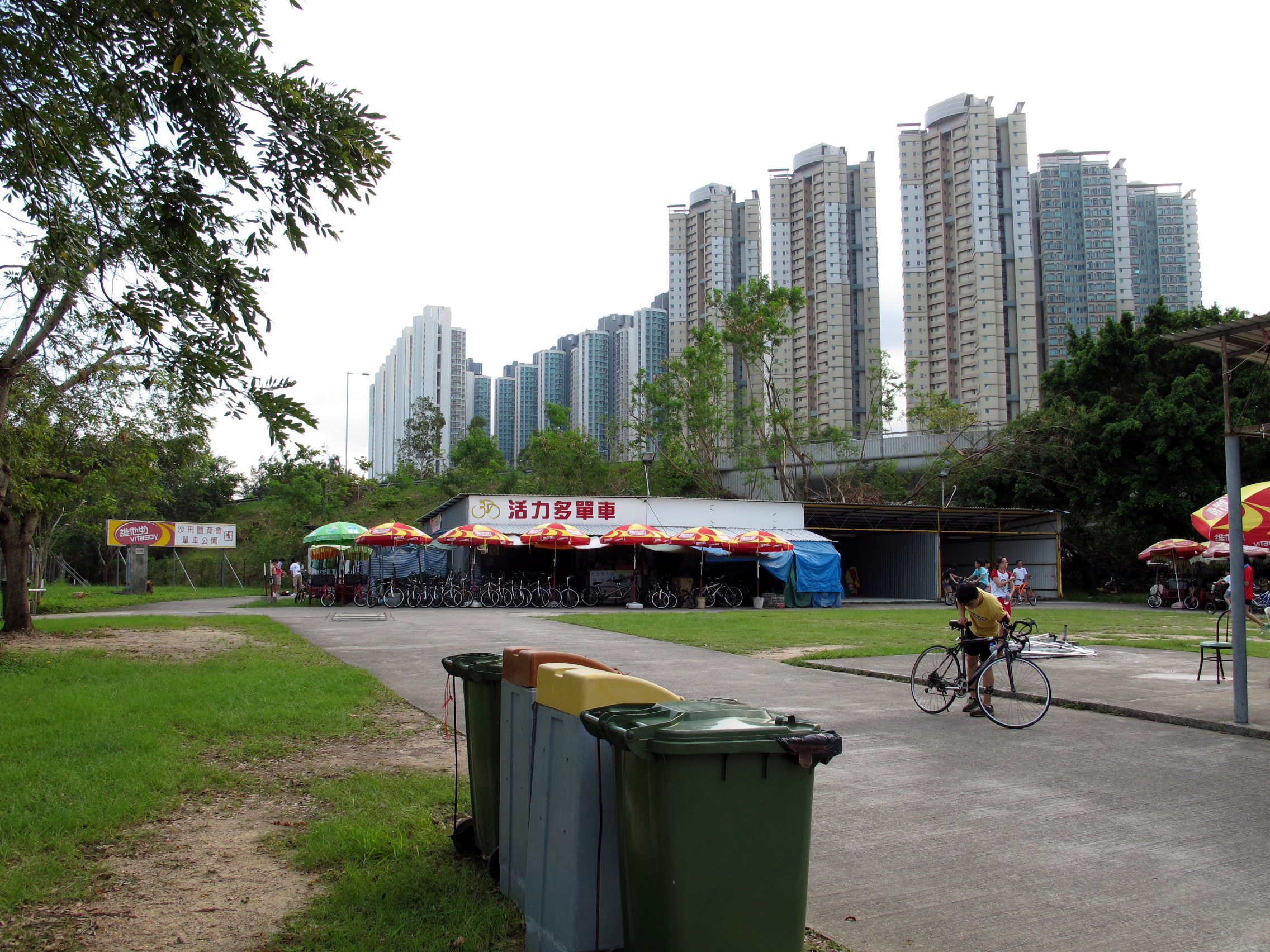
位於大水坑的馬鞍山單車公園

- 沙田體育會大水坑單車公園

### 沙田體育會水上活動中心
- 沙田體育會水上活動中心 （页面存档备份，存于）

### 沙田體育會馬鞍山射箭場
- 沙田體育會馬鞍山射箭場 （页面存档备份，存于）

### 已關閉設施
大圍單車公園

沙田體育會綜合運動場

大水坑(馬鞍山路)單車公園

## 沙田龍舟競賽
沙田體育會由1984年起主辦一年一度「沙田龍舟競賽」，並由沙田民政處及康樂及文化事務署協辦，獲得沙田區議會贊助，是區內一年一度的傳統節日盛事。比賽地點位於城門河翠榕橋至沙燕橋之間一段河道，通常分為男子中龍（20-26人）、男子小龍（9人）及女子鳳艇（9人）的級別，競逐公開或邀請賽。

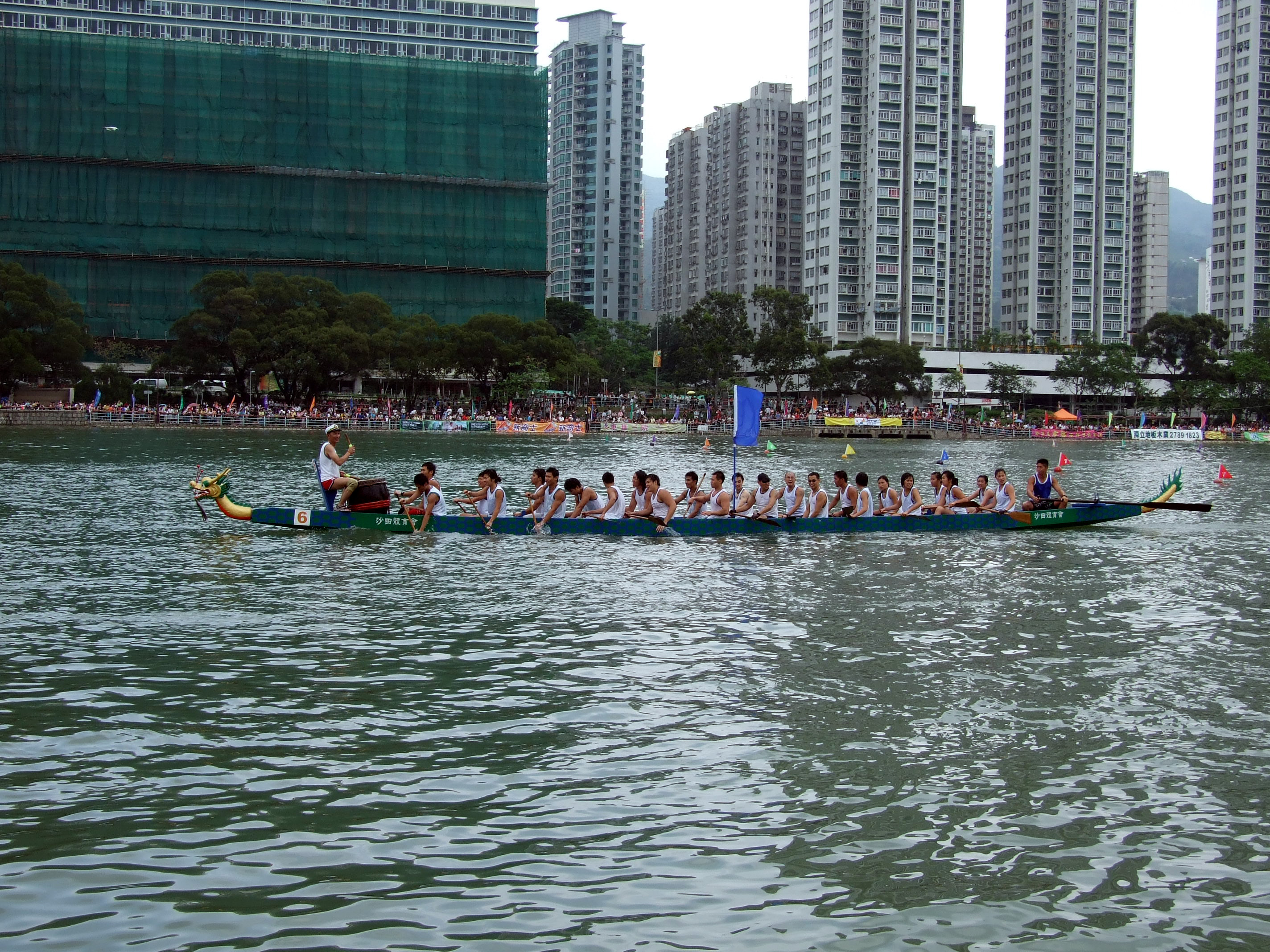
男子女子混合中龍
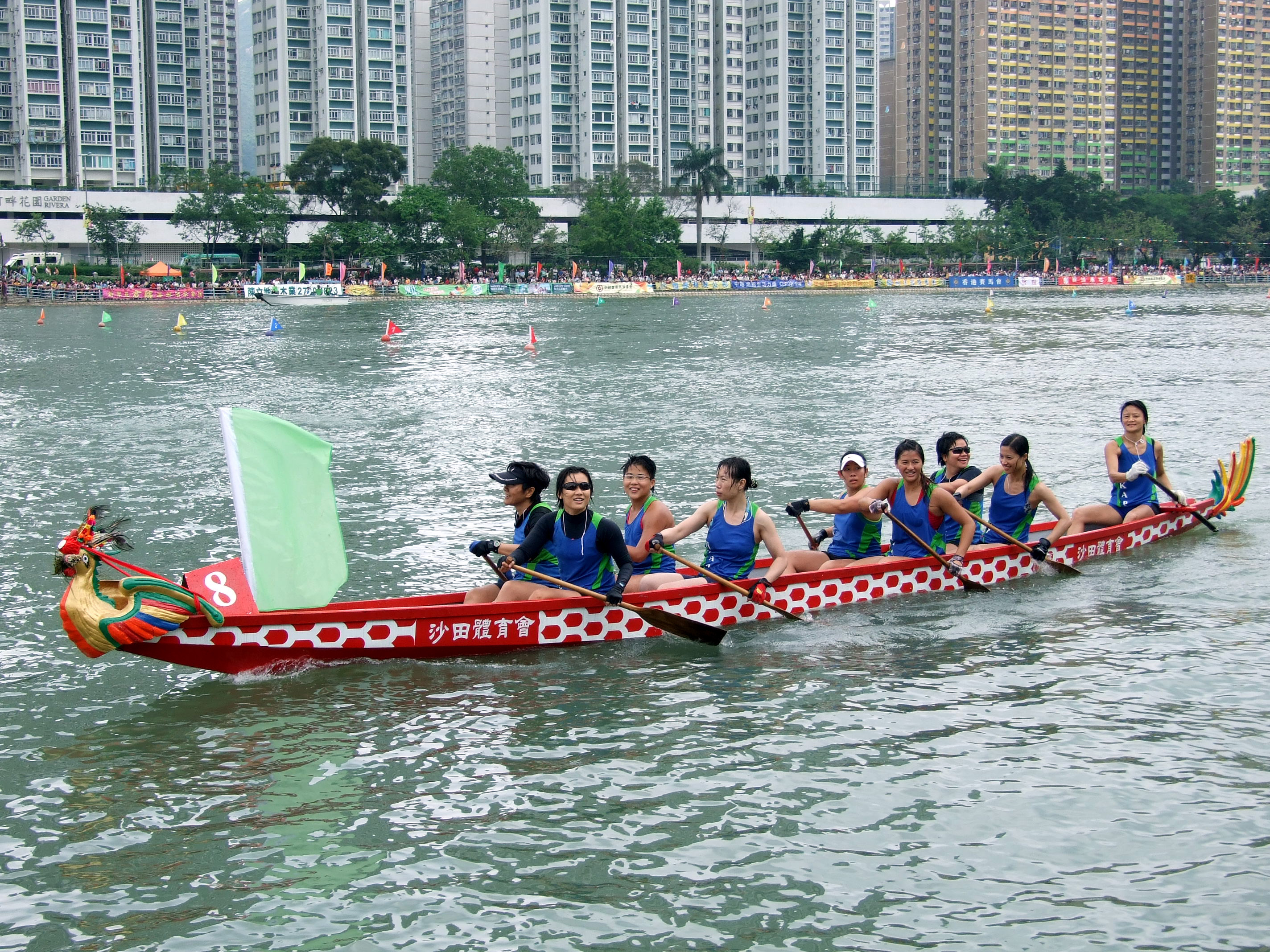
女子鳳艇

## 註腳
1. ↑  康樂及文化事務署.  (PDF). 推廣社區體育的主要組織聯絡資料.   [2020-09-29]. （原始内容存档 (PDF)于2019-10-15）.
2. ↑  .   [2009-05-18]. （原始内容存档于2008-04-20）.

## 外部連結
- 沙田體育會官方網站
  - 沙田體育會棒球會 （页面存档备份，存于）
  - 沙田射藝會 （页面存档备份，存于）